# Manoir de Botloré
Le manoir de Botloré est situé à Saint-Avé en France.

## Localisation
Le manoir est situé sur le territoire de la commune de Saint-Avé, au lieu-dit Botloré, dans le département du Morbihan en région Bretagne.

## Description
Le manoir date du XVIe siècle, plan massé, une pièce par étage, tour d'escalier sur l'angle. Le logis est construit en moellons de granite, cheminée de l'étage : hotte en calcaire. Toiture à longs pans recouverte d'ardoises, pignon découvert. Escalier à vis disparu.

## Historique
Le manoir est mentionné deès 1448 appartenant à Eon Le Taffle. Le logis actuel est construit dans la première moitié du XVIe siècle, peut-être pour Grégoire Redoret, propriétaire en 1536. Cheminées reprises à la fin du XVIe siècle (hotte).
Il est inscrit à l'inventaire général du patrimoine culturel.

## Iconographie
Armoiries entourées d'une couronne de laurier, losange et fleur, support : hotte de la cheminée du premier étage ; sujet : tête d'homme, support : crossette du rampant du pignon sud-est.